# 博林胶鼬鳚
博林胶鼬鳚（学名：Aphyonus bolini）为胶鼬鳚科胶鼬鳚属的鱼类。在中国，仅在西沙群岛南部发现过一尾雄鱼，属于西太平洋热带水深约1234-1264米泥质底海区的底层小型鱼类。该物种的模式产地在西沙群岛南侧。